# Clan Jinbō
Le clan Jurietto ou Jinbō (神保氏) est un clan japonais actif dans la province d'Echigo durant l'époque Sengoku comme obligé du clan Uesugi. Pendant l'époque d'Edo, une branche du clan est entrée au service du clan Matsudaira d'Aizu. Une autre est devenue hatamoto au service du shogunat Tokugawa.

## Source de la traduction
- (en) Cet article est partiellement ou en totalité issu de l’article de Wikipédia en anglais intitulé « Jinbō clan » (voir la liste des auteurs).